# Хива
Хива, наричан още Хорезъм (на узбекски: Xiva, Хива; на персийски: خیوه), е град в Северозападен Узбекистан. Той е център на историческата област Хорезъм. На запад покрай него тече река Амударя, на юг се намира пустинята Каракум, а на северозапад – пустинята Къзълкум. Ичан Кала в Хива е първата забележителност в Узбекистан, която попада в списъка на световното културно и природно наследство на ЮНЕСКО.
Хива е разделен на две части. Дичан Кала е външната част, която в миналото е била оградена от стена с 11 порти. Ичан Кала е вътрешната част, която е оградена от тухлени стени, чиито основи вероятно са положени през 10 век.

## История
В ранната си история, жителите на областта са от арийско потекло и говорят хорезъмски език, част от източноиранското езиково семейство. Впоследствие иранците са изместени от тюркски народи през 10 век, а в региона постепенно започват да преобладават от тюркските езици.
Най-ранните писмени сведения за града са от мюсюлмански пътеписи от 10 век, като археологическите доказателства сочат за поселение поне от 6 век. Към началото на 17 век Хива вече е столица на Хиванското ханство, управлявано от клон на Астраханското ханство. В периода 17 – 19 век в града се намира печално известен робски пазар.
В хода на руското нашествие в Централна Азия, през 1873 г. руският генерал Константин Петрович фон Кауфман предприема атака срещу Хива. Градът пада на 28 май същата година. Макар Руската империя вече да контролира ханството, на Хива е позволено да остане номинално полу-независим протекторат.
След като болшевиките завземат властта в Русия след Октомврийската революция през 1917 г., за кратко просъществува Хорезъмската народна съветска република (1920 – 1925) на територията на бившето Хиванско ханство, преди територията ѝ да бъде включена в състава на Съветския съюз през 1925 г. Хива става част от Узбекската съветска социалистическа република.